# فرودگاه لیبو
فرودگاه لیبو (به انگلیسی: Libo Airport) یک فرودگاه همگانی با کد یاتا LLB است . این فرودگاه در کشور چین قرار دارد .